# Корбин (Кентаки)
Корбин (енгл. Corbin) град је у америчкој савезној држави Кентаки.

## Демографија
По попису из 2010. године број становника је 7.304, што је 438 (-5,7%) становника мање него 2000. године.
| Група             | 2000.         | 2010.         |
| Белци             | 7.566 (97,7%) | 7.062 (96,7%) |
| Афроамериканци    | 6 (0,1%)      | 19 (0,3%)     |
| Азијати           | 25 (0,3%)     | 47 (0,6%)     |
| Хиспаноамериканци | 61 (0,8%)     | 87 (1,2%)     |
| Укупно            | 7.742         | 7.304         |